# Diadegma brevipetiolatum
Diadegma brevipetiolatum är en stekelart som beskrevs av Horstmann 1969. Diadegma brevipetiolatum ingår i släktet Diadegma och familjen brokparasitsteklar. Inga underarter finns listade i Catalogue of Life.